# FGFC820
FGFC820 est un groupe américain, originaire du Queens, New York.

## Histoire
ERexx Arkana, Mika Goedrijk et Andy Rudorfer forment le projet FGFC820 en 2003 ou 2004 (selon les sources). Ces derniers quittent toutefois le projet peu de temps après, et Dräcos les rejoint. Dräcos passe la moitié des années 1990 à Boston, où il obtient son Berklee College of Music. Pendant qu'il était à l'école là-bas, il travaillait comme DJ et se produisait en live avec Disciples of Astaroth. En 1999, Dräcos déménage à New York, où il se fait un nom en tant qu'artiste de scène et devient un remixeur très recherché. Cela conduit ensuite à des concerts internationaux et au DJing dans des pays comme le Mexique, l'Espagne, la Belgique et l'Allemagne. 
Après la sortie de son deuxième album Law and Ordnance en 2008, le groupe revient 5 ans plus tard avec un troisième album, Homeland Insecurity, en 2012. À propos du délai entre ces deux albums, Arkana explique que c'est difficile d'enregistrer quand on « a une famille » et qu'on « fait beaucoup de trajet pour aller au travail ». Le groupe est annoncé au Dark Force Fest 2024.

## Projets annexes
En plus de ses 20 ans d'expérience, à la fois en tant que DJ et promoteur - en collaboration avec des groupes comme Skinny Puppy, Ministry, Covenant et VNV Nation - Rexx Arkana est également le fondateur du supergroupe de scène Bruderschaft. 
En 2016, Rexx Arkana est diagnostiqué d'un cancer. En tant qu'artiste indépendant, Arkana a travaillé pour des groupes underground connus The Retrosic (New World Order), Neikka RPM (Storm of Hell) et Supreme Court (Mass Media Murder), un autre projet de davaNtage, où il écrit des paroles de chansons et/ou enregistré des voix.

## Style musical
La presse spécialisée note le style vocal du groupe comme « essentiel ». Séparant leurs influences allant de l'électro-industriel à la gabber, leur son se caractérise à la fois par des mélodies jouées au synthétiseur et par des bases lourdes et dures.

## Discographie

### Albums studio
- 2006 : Urban Audio Warfare
- 2008 : Law and Ordnance
- 2012 : Homeland Insecurity

### Singles
- 2005 : The Hanging Garden
- 2007 : For Emergency Use Only
- 2011 : Defense Condition 2